# NGC 1519
NGC 1519 is een balkspiraalstelsel in het sterrenbeeld Eridanus. Het hemelobject werd op 2 januari 1878 ontdekt door de Duitse astronoom Ernst Wilhelm Leberecht Tempel.

## Synoniemen
- ESO 550-9
- MCG -3-11-13
- IRAS04058-1719
- PGC 14514